# Fayette County (Alabama)
Fayette County je okres ve státě Alabama ve Spojených státech amerických. K roku 2010 zde žilo 17 241 obyvatel. Správním městem okresu je Fayette. Celková rozloha okresu činí 1 630 km².